# Amos Arthur Heller
Amos Arthur Heller (21 marzo 1867 – 19 maggio 1944) è stato un botanico statunitense.

## Biografia
Heller fu uno dei collezionisti più prolifici fra quelli occidentali dal 1892 fino al 1940.
Mentre risiedeva a Los Gatos (California), a sud di San Francisco, dal 1904 al 1908, Heller raccolse estensivamente campioni in California centrale.
Inoltre, fu in grado di comporre un'impressionante collezione con campioni del Portorico.
Nel 1913, Heller si trasferì a Chico (California), ove insegnò alla scuola superiore locale, pur continuando a raccogliere campioni botanici
Il suo primo erbario, composto da oltre 10000 fogli, è conservato al Brooklyn Botanical Garden, mentre il suo secondo erbario e la sua biblioteca si trovano presso la Università di Washington, a Seattle.
Presso l'Università di Washington, sono ospitati gli itinerari di raccolta delle piante del Portorico (1900 e 1902-1903) di Heller, che hanno ampia utilità per lo studio storico delle piante minacciate.